# Désiré Bourgeois
Désiré Bourgeois (13 de desembre de 1908 - ?) fou un futbolista belga.

## Selecció de Bèlgica
Va formar part de l'equip belga a la Copa del Món de 1934.